# Guido Abayián
Guido Ezequiel Abayián (Neuquén, Argentina, 26 de abril de 1989) es un futbolista argentino. Se desempeña como delantero y su equipo actual es US Angri 1927 del torneo Serie D.

## Clubes
| Club                        | País      | Año       |
| --------------------------- | --------- | --------- |
| Cipolletti                  | Argentina | 2004-2005 |
| Atlético Clube de Lisboa    | Portugal  | 2008      |
| FC Crato                    | Portugal  | 2008-2009 |
| Gimnasia y Esgrima La Plata | Argentina | 2009-2010 |
| Unión de Sunchales          | Argentina | 2010-2011 |
| San Luis                    | Chile     | 2011-2012 |
| Cerro Largo                 | Uruguay   | 2012-2013 |
| Bella Vista                 | Uruguay   | 2013      |
| Huracán Football Club       | Uruguay   | 2014      |
| Cipolletti                  | Argentina | 2014-2015 |
| Atenas                      | Uruguay   | 2015      |
| Lincoln Red Imps            | Gibraltar | 2015-2016 |
| FC Etar                     | Bulgaria  | 2016      |
| Atenas                      | Uruguay   | 2017      |
| Independiente de Neuquén    | Argentina | 2017-2018 |
| Citanovese Calcio           | Italia    | 2018-2020 |
| Taranto FC                  | Italia    | 2020-2021 |
| Gravina                     | Italia    | 2021      |
| Gravina                     | Italia    | 2021      |
| Angri                       | Italia    | 2021-2022 |
| Pomigliano                  | Italia    | 2022      |
| Agropoli                    | Italia    | 2022-2023 |
| Sambiase                    | Italia    | 2023-Act. |